# Ko Cornelissen
Jacobus Gerard (Ko) Cornelissen (Amsterdam, 29 januari 1904 - 10 november 1954) was een Amsterdamse bokser, die in 1924 Nederland vertegenwoordigde op de Olympische Spelen in Parijs. In de eerste ronde versloeg Cornelissen de Noor Alf Johan Pedersen op beslissing, in de tweede ronde verloor hij van de Ier Patrick "Paddy" Dwyer, alias Rocky.
Cornelissen was 25 jaar lid van D.O.S. Amsterdam, en veroverde verschillende nationale titels:
- 1920: Vlieggewicht
- 1921: Lichtgewicht
- 1923: Weltergewicht
- 1925: geen gegevens bekend
- 1926: Middengewicht
- 1927: Middengewicht

Na zijn actieve bokscarrière was Cornelissen nog meerdere jaren actief als scheidsrechter.